# Volné sdružení obcí Enna
Volné sdružení obcí Enna (Libero consorzio comunale di Enna) je italský správní celek druhé úrovně v autonomní oblasti Sicílie. Vznikla ze stejnojmenné provincie 4. srpna 2015. Sousedí na severu s Metropolitním městem Messina, na západě s Metropolitním městem Palermo, na jihozápadě s volným sdružením obcí Caltanissetta a na východě a na jihu s Metropolitním městem Catania.